# Zalužany
Zalužany (německy Saluschan) jsou obec v okrese Příbram ve Středočeském kraji, asi 17 km jihovýchodně od Příbrami. Žije zde 329 obyvatel.
Obec se rozkládá převážně v zemědělské krajině nedaleko vodní nádrže Orlík. Obec je členem mikroregionu Povltaví.
Vesnice má protáhlou náves se zachovalým historickým jádrem a řadou objektů lidové architektury. V katastrálním území obce, k němuž patří celkem 685 ha zemědělské půdy a 167 ha lesů, se nachází řada různě velkých vodních nádrží.

## Název
Název vesnice je odvozen z označení jejích obyvatel, které vycházelo z polohy vsi v místech za luhem, tj. zalužanů. V historických pramenech se název vsi objevuje ve tvarech: in Zaluzan (1291, 1313, 1382), „in v. Zaluzanech“ (1414), de Zaluzan (1437), na Zalužanech (1472), Zaliczany (1543), Zaluzany (1547), w Zialužianech (1654), Zalužan a Zalužany (1786), Zalužany (1848), úředně Záluží (1854) a Zalužany (1886).

## Historie
Při archeologickém průzkumu zdejší oblasti byly nalezeny pozůstatky osídlení z doby kolem 10. století př. n. l. Soudě podle stříbrného denáru římského císaře Hadriána, jenž byl v obci nalezen v roce 1922, existovala zde osada ještě ve 2. století. V době kolem 8. století zde již sídlilo slovanské obyvatelstvo.
V 13. století patřily Zalužany pod správu královského hradu Kamýk nad Vltavou. První písemná zmínka o vsi pochází z roku 1291, kdy ji král Václav II. daroval benediktinskému klášteru svatého Jana Křtitele na Ostrově u Davle. V následujícím století byla ves rozdělena na dvě části, z nichž menší patřila královskému hradu Orlík, a větší střídavě vlastnily různé panské rody. Tak tomu bylo i v následujících stoletích.
V souvislosti se Zákonem o obecním zřízení vydaném na jaře 1848 získaly i Zalužany úplnou samosprávu a byly začleněny do nově zřízeného mirovického okresu.
Roku 1881 došlo v obci k založení sboru dobrovolných hasičů.
V roce 1932 byly v Zalužanech (722 obyvatel, poštovní úřad, telegrafní úřad, telefonní úřad, katolický. kostel, synagoga, chudobinec) evidovány tyto živnosti a obchody: autodoprava, drogerie, holič, tři hostince, dvě kamenictví, kapelník, kolář, dva kováři, dva krejčí, lihovar, obuvník, dva pekaři, dva obchody s lahvovým pivem, dvě pojišťovací jednatelství, porodní asistentka, osmnáct rolníků, tři řezníci, šest obchodů se smíšeným zbožím, Spořitelní a záložní spolek pro Zalužany, dvě švadleny, dvě trafiky, čtyři truhláři a velkostatek.

## Obecní správa
Součástí obce je základní sídelní jednotka Sázka a k obci patří také Nová Vachanka a Závist.
V letech 1850–1899 k obci patřily Boješice, v letech 1850–1923 Touškov a od 1. ledna 1986 do 30. června 1990 také Holušice, Sedlečko a Vystrkov.
Sousedními obcemi sídla jsou Horosedly, Mirovice, Lety, Chraštice a Kozárovice.

### Územněsprávní začlenění
Dějiny územněsprávního začleňování zahrnují období od roku 1850 do současnosti. V chronologickém přehledu je uvedena územně administrativní příslušnost obce v roce, kdy ke změně došlo:
- 1850 země česká, kraj Plzeň, politický okres Březnice, soudní okres Mirovice[9]
- 1855 země česká, kraj Písek, soudní okres Mirovice
- 1868 země česká, politický okres Písek, soudní okres Mirovice
- 1939 země česká, Oberlandrat Tábor, politický okres Písek, soudní okres Mirovice[10]
- 1942 země česká, Oberlandrat Plzeň, politický okres Písek, soudní okres Mirovice[11]
- 1945 země česká, správní okres Písek, soudní okres Mirovice[12]
- 1949 Českobudějovický kraj, okres Písek[13]
- 1960 Středočeský kraj, okres Příbram
- 2003 Středočeský kraj, okres Příbram, obec s rozšířenou působností Příbram

## Pamětihodnosti

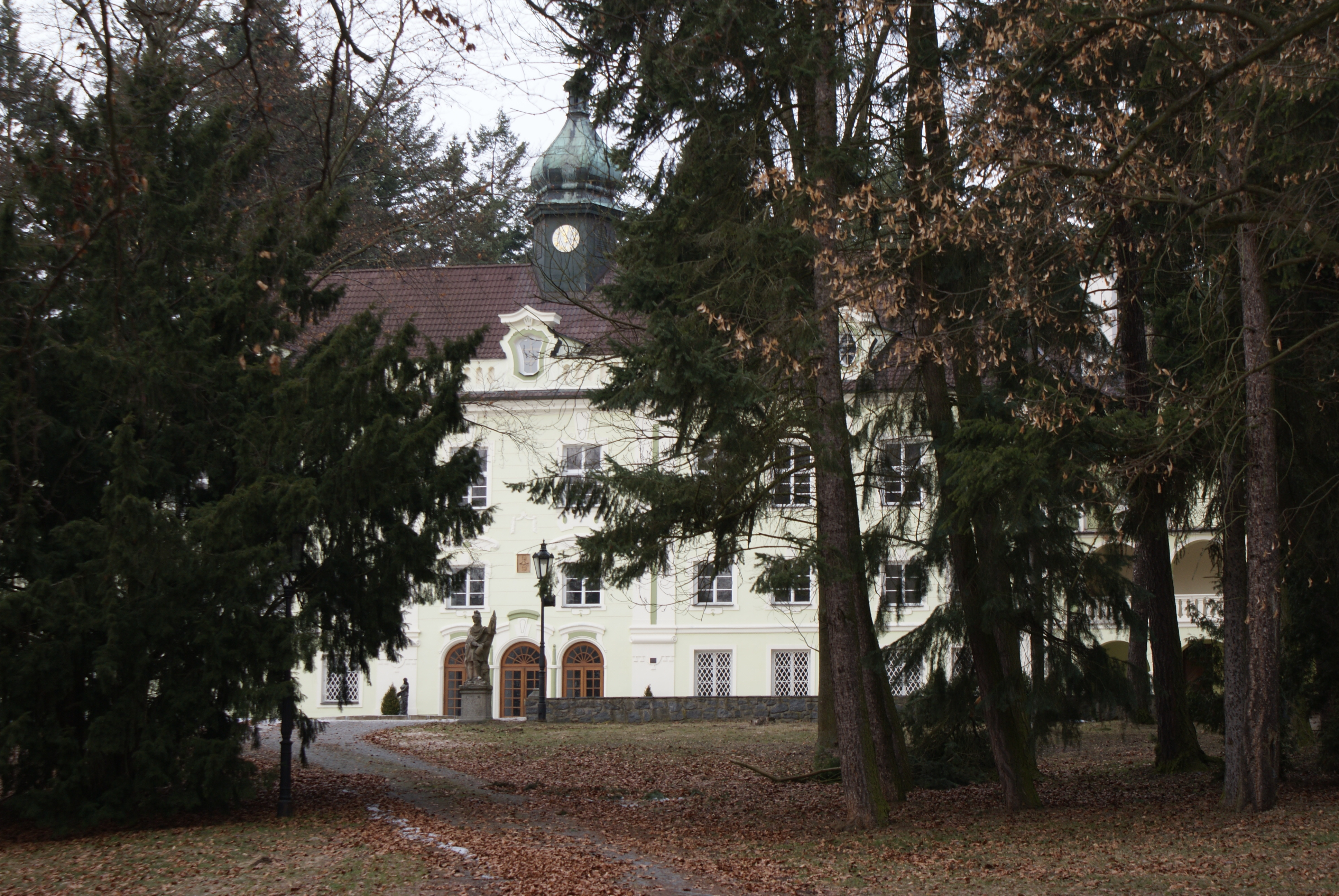
Zámek Zalužany

Na západním okraji vesnice stojí zalužanský zámek, který vznikl přestavbami středověké tvrze. Po roce 1727, kdy se zpustlé sídlo ocitlo v majetku rodu Koců z Dobrše, došlo k zásadní barokní přestavbě. V letech 1804–1922 vlastnili zámek Schwarzenbergové. Roku 1924 se zámek stal majetkem rodiny Václava Biskupa ze Žbonína, jehož potomci zámek zrestituovali.
V roce 1869 požádaly Zalužany o povýšení na městys. Žádost však byla zamítnuta, protože obec v té době neměla vlastní kostel. Z podnětu občanů byl tedy v letech 1872–1874 postaven klasicistní kostel sv. Karla Boromejského. V současné době je kostel pro veřejnost uzavřen. K památkově chráněným patří mobiliář kostela a sochy svatého Jana Nepomuckého a svaté Anny před vchodem.
Zalužany mají svůj samostatný hřbitov zřízený nákladem obce v roce 1880. Jeho výstavba byla dokončena roku 1882. V prostoru nad zámkem, na severním okraji obce, je situován židovský hřbitov.

## Doprava
Do obce vedou silnice III. třídy. Okolo obce vede silnice I/4 Praha – Strakonice – Vimperk – Strážný (nově budovaná dálnice D4). Železniční trať ani stanice či zastávka na území obce nejsou. 
Autobusovou dopravu v roce 2024 zajišťovaly společnosti Arriva Střední Čechy a ČSAD AUTOBUSY České Budějovice. Obec je součástí Pražské integrované dopravy (PID). V obci se nacházejí zastávky Zalužany a Zalužany,ObÚ. U silnici I/4, u čerpací stanice, se nachází zastávka Zalužany,čerpací stanice. Obcí procházejí tři autobusové linky: 407, 488 a 380904. Linka 407 spojuje Prahu s Milínem, Chraštičkami, Zalužany, Lety, Čimelicemi a Pískem. Linka 488 začíná v Příbrami a pokračuje přes Milín, Chraštice, Mirovice, Čimelice a Mirotice až do Písku, přičemž obsluhuje i další obce a vesnice na své trase. Autobusová linka 380904 spojuje Prahu s Vodňanami a na své trase obsluhuje také Chraštičky, Zalužany, Čimelice, Písek a Protivín.
Obcí vede červeně značená turistická trasa Březnice – Zalužany – Orlík nad Vltavou.